# Ruggero Borghi
Ruggero Borghi (Cantù, 3 giugno 1970) è un ex ciclista su strada e dirigente sportivo italiano, professionista dal 1995 al 2006.

## Carriera
Ciclista dilettante dal 1989, nel 1994 concluse al secondo posto, a soli 7" da Leonardo Piepoli, il Giro d'Italia di categoria, aggiudicandosi anche due vittorie parziali, nella seconda e nell'ottava frazione; si mise inoltre in luce con il successo al Trofeo Banca Popolare di Vicenza e con buone prestazioni al Giro della Valle d'Aosta, e a fine stagione fu premiato come miglior dilettante italiano.
Passato professionista nel 1995 con la Mercatone Uno-Saeco, in stagione concluse terzo alla Settimana Ciclistica Lombarda, mentre l'anno dopo fu a lungo inattivo per problemi alla coscia e al ginocchio. Dopo essere rimasto senza squadra per il 1997, nel 1998 tornò al professionismo con la Vini Caldirola-Longoni Sport. Da pro colse solo due affermazioni, entrambe al Trofeo dello Scalatore: la vittoria nella classifica generale nel 2000, ed una vittoria di giornata nel 2001, anno in cui concluse la prova al terzo posto. Fra i piazzamenti degni di nota del periodo vanno ricordati i podi al Giro di Romagna 2001 e al Gran Premio di Larciano 2004.
Conta tre partecipazioni al Giro d'Italia e una alla Vuelta a España, oltre a diverse partecipazioni in prove di Coppa del mondo su strada.

## Palmarès
- 1994 (Dilettanti)

Trofeo Banca Popolare di Vicenza
Classifica generale Giro della Brianza
2ª tappa Giro d'Italia dilettanti
8ª tappa Giro d'Italia dilettanti
- 2000 (Vini Caldirola, una vittoria)

Classifica generale Trofeo dello Scalatore
- 2001 (Tacconi Sport, una vittoria)

1ª prova Trofeo dello Scalatore (Teramo > Pagliaroli)

## Piazzamenti

### Grandi Giri
- Giro d'Italia

2001: 34º
2002: ritirato
2004: 28º
- Vuelta a España

1995: 60º

### Classiche monumento
- Milano-Sanremo

2004: 132º

### Competizioni mondiali
- Campionati del mondo

Agrigento 1994 - In linea Dilettanti: 66º